# Business plan
Le plan d'affaires, ou plan de développement, ou encore business plan, est un document officiel qui formalise par écrit les projections de développement d'une entreprise.
Découlant du modèle d'entreprise, il définit les objectifs à atteindre ainsi que les méthodes et les délais nécessaires pour y parvenir. Il décrit également la nature des affaires, donne des informations de base sur l'organisation de l’entreprise, ses projections financières et les stratégies qu'elle entend mettre en œuvre. En somme, ce document sert de feuille de route.

## Utilité
La formulation d'un plan d'affaires se réalise généralement à l'étape d'étude de marché ou d'évaluation du projet lors de la création d'entreprise. Le plan d'affaires sert aussi lors de la mise en place de nouvelles activités mais, surtout, il permet de décrire de quelle manière l'entreprise opérationnalise la création et la captation de valeur.
Il permet d'approfondir un projet commercial tout au long de sa conception, de juger de sa faisabilité et de suivre la trajectoire réaliste de son évolution. C'est également l'outil privilégié sur lequel on peut s'appuyer pour réussir la recherche et la collecte de financement.
Le processus de formalisation, qui conduit l’entrepreneur à expliciter ses intentions, est ce qui assure la qualité et de la pertinence du plan d'affaires en tant que résultat de la réflexion. Contribuent directement à la crédibilité du plan présenté, la compréhension des activités, l'éclairage clair et exhaustif des stratégies possibles et la transparence des décisions et de leur motivation.
A contrario, les dérives constatées en matière de plan de développement ont été pointées au début des années 2000, à l'occasion des excès ayant conduit à l'éclatement de la « bulle internet ». À l'époque, les financeurs en capital risque – pensant disposer d'un avantage compétitif dans le financement de ce secteur d'activité, et n'imaginant pas en être absents – établissent ou avalisent des plans d'affaires irréalistes et acceptés sans précaution par le marché. Depuis l'effondrement de cette bulle spéculative, les décideurs, y compris financiers, scrutent désormais de manière plus critique les exposés et chiffres qui leur sont présentés.

## Convergence des pratiques
Il y a quelques années, la structure des plans d'affaires présentait des différences d'un pays ou d'une culture à l'autre :
- les pratiques et documents anglo-saxons mettaient davantage l'accent sur les facteurs de risque, sur les options qui avaient conduit à retenir les choix effectués. La décision de lancer, de poursuivre ou de développer une activité étant un arbitrage entre les risques et la rentabilité, ces éléments doivent clairement apparaître dans le plan ;
- dans la culture latine, les ambitions financières étaient parfois moins précises, et les aspects risques fréquemment omis, peut-être en raison d'une propension plus grande des investisseurs français à se baser sur les résultats que sur des projections [7].

Toutefois, en raison de l'internationalisation des sources de financement (banques et actionnaires) et de l'alignement des recommandations des autorités de régulation boursière, les pratiques se sont rapprochées et réalignées selon des normes communes, au moins pour les grandes entreprises et sur le plan formel.

## Structure et contenu
Les plans d'affaires sont des outils de prise de décisions. Le contenu et le format du plan d'affaires est déterminé par les objectifs et les intervenants. Par exemple, un plan d'affaires pour un but non lucratif pourrait discuter de l'adéquation entre le plan d'affaires et la mission de l'organisation. Les banques se focalisent sur les défaillances, donc un plan d'affaires pour un prêt bancaire doit convaincre de la capacité de la société à rembourser le prêt.
Les spécialistes en capital risque sont principalement préoccupés par l'investissement initial, la faisabilité et l'évaluation de sortie. Un plan d'affaires pour un projet nécessitant un financement par actions doit expliquer les ressources actuelles, les opportunités de croissance à venir, et un avantage éventuel concurrentiel et durable qui conduira à une évaluation de sortie élevée.
Un plan d'affaires s’appuie sur un large éventail de connaissances de nombreuses disciplines d'affaires : la Finance, la Gestion des ressources humaines, la Propriété intellectuelle, la Gestion de la chaine logistique, la Gestion des opérations, le Marketing et la Commercialisation entre autres (6). Il peut être utile de consulter le plan d'affaires comme une suite de sous-plans, un pour chacune des principales disciplines d'affaires (7).
« … un bon plan d'affaires peut aider à faire un bon projet crédible, compréhensible et attrayant pour quelqu'un qui ne connaît pas l'entreprise. La rédaction d'un bon plan d'affaires ne peut pas garantir le succès, mais peut aller loin dans le sens de la réduction des chances d'échec » (7).
Un plan de développement doit permettre au lecteur de répondre rapidement à quatre questions :
- D'où l'entreprise part-elle ?
- Où se dirige-t-elle ? Quels sont ses objectifs ?
- Comment compte-t-elle y parvenir ?
- Selon quelle progression dans le temps ?

Le document en résultant doit être concret, cohérent, hiérarchisé. Il peut être plus ou moins concis en fonction de la taille de l'entreprise, mais doit présenter un récapitulatif synthétique permettant de se faire rapidement une idée d'ensemble du projet.
Le document doit en outre être clair et lisible pour en faciliter l'accès à tout type de lecteurs, et il doit présenter si nécessaire des sections particulières adaptées aux différents types de partenaires. Selon que le lecteur désire ou non des détails, il pourra ou non approfondir sa lecture. Le plan d'affaires doit impérativement être honnête et inspirer confiance, en montrant que l'entrepreneur maîtrise son sujet. Enfin, il doit être sobre et éviter les effets de style qui ne servent pas le contenu.
Les différentes parties sont en règle générale structurées de la façon suivante :
1. résumé du plan de développement : points clés, accroche du lecteur ;
2. genèse et contexte du projet : ce qui a été fait, où on en est ;
3. équipe et encadrement : présentation du parcours des membres fondateurs ;
4. analyse du marché : nature et tendance, clientèle ciblée, concurrence ;
5. produit et services offerts : description du produit-service, stade d'avancement du développement ;
6. stratégie marketing et commerciale : marketing mix, politique fournisseurs ;
7. moyens et organisation : installations, équipe opérationnelle, équipements, forme juridique et répartition du capital ;
8. dossier financier (avec projections découpées par années, voire par trimestres).

Une certaine latitude existe quant à la structuration du plan d’affaires, suivant les attentes des lecteurs ou des points forts du projet. Des modèles anglo-saxons sont souvent adoptés pour la rédaction de projets internationaux ou de haute technologie. La présentation étant alors la suivante :
1. Synthèse (executive summary) ;
2. Besoin du client et opportunité d'affaire (Domaine d'activité stratégique , Étude de marché) ;
3. Stratégie et étapes clefs : Business Model Canvas : matrice d'affaires ;
4. Plan marketing : caractéristiques et avantages de l'offre ;
5. Plan opérationnel : lancement du projet, ressources mobilisées, écosystème d'innovation à mobiliser, MVP, Early adopters ;
6. Management et personnes clefs ;
7. Projections financières : bilan prévisionnel, résultat prévisionnel, plan de trésorerie prévisionnel, point mort prévisionnel ; Dans le cadre d'un business plan anglosaxon, la partie différera du fait d'une comptabilité différente. Ainsi, le compte de résultat anglo-saxon affecte les charges par destination, tandis que le compte de résultat français les affecte par nature.
8. Besoins et plan de financement.

Une autre structure de plan d’affaires, celle de Johnson (en), prend la forme de quatre rubriques d’informations complémentaires et cohérentes qui permettent aux parties prenantes de comprendre les enjeux et l’orientation proposée par la direction afin de créer et d’accepter de la valeur partagée.
Selon Michael Porter, « le concept de valeur partagée désigne les politiques et pratiques opérationnelles qui améliorent la concurrence d’une entreprise tout en contribuant au progrès des conditions économiques et sociales au sein des collectivités où elle est active ».
La première rubrique (de loin la plus importante) consiste à décrire l’offre de création de valeur pour la clientèle cible, y compris les clients cible, les types de problèmes que l’offre de produits ou services résout et l’offre de produits ou services elle-même. L’entreprise doit impérativement comprendre et maîtriser cette étape afin d’atteindre et de dépasser ses objectifs.
La deuxième rubrique consiste à établir de quelle manière l’entreprise captera la valeur créée, en l’occurrence le profit généré lors de ces activités, par exemple : les types de revenu, la structure des coûts, le profit par transaction et la manière dont elle opérera afin de tenir sa promesse envers ses clients et parties prenantes.
La troisième rubrique décrit les ressources requises pour atteindre ses objectifs, les alliances, les employés, les produits, les équipements, l’information, les chaînes de distribution, les partenaires et les marques de commerce.
Enfin, la quatrième rubrique établit les processus clés, les règles et normes régiront les opérations de création et de livraison de valeur pour l’entreprise et ses parties prenantes.

## Matrice d'affaires
On doit à Alexander Osterwalder une autre façon d’aborder la mise au point du plan d’affaires : le canevas du plan d’affaires, ou matrice d’affaires (en anglais, Business model canvas),. Il s’agit d’un outil graphique tenant sur une page et décrivant en neuf points l’ensemble des éléments du plan. Cette approche novatrice procure un plan d’affaires dynamique et synoptique. Elle a également l’avantage d’être facilement intelligible par tous.
Le canevas du plan d’affaires, ou la matrice d’affaires comporte les zones suivantes, :
- Segments de clients
- Offre de création de valeur
- Chaîne d’approvisionnement et distribution de la valeur
- Relation clients
- Source de revenus
- Ressources principales
- Activité principales
- Partenaires principaux
- Structure des coûts